# Hey Now Hey (The Other Side of the Sky)
Hey Now Hey (The Other Side of the Sky) è un album della cantante soul statunitense Aretha Franklin, pubblicato nel 1973 dalla Atlantic Records.
Questo album era stato concepito inizialmente come un album interamente di brani jazz, ma durante la produzione si decise di includere anche brani melodici. Questa mancanza di una precisa identità nel disco fu responsabile del primo insuccesso discografico sotto etichetta Atlantic: con Hey Now Hey (The Other Side of the Sky), per la prima volta dal 1966, Aretha Franklin non riuscì ad entrare nella Top 25 di Billboard.

## Tracce
1. Hey Now Hey (The Other Side Of The Sky) (A. Franklin)
2. Somewhere (testo: Bernstein – musica: Sondheim)
3. So Swell When You're Well (testo: Booker, A. Franklin – musica: Booker)
4. Angel (testo: C. Franklin – musica: Sonny Saunders)
5. Sister from Texas (A. Franklin)
6. Mister Spain (Plummer)
7. That's The Way I Feel About Cha (Womack, Joe Grisby, Joe Hicks)
8. Moody's Mood (testo: Fields – musica: Moody, McHugh)
9. Just Right Tonight (testo: A. Franklin – musica: Q. Jones)
10. Master of Eyes (The Deepness of Your Eyes)[1] (A. Franklin, B. Hart)